# Сунь Цзюнь
Сунь Цзюнь (кит. 孙钧, англ. Sun Jun; 23 октября 1926 года, Сучжоу, Китайская республика — 1 марта 2024 года, Шанхай, КНР) — китайский инженер, специалист по туннелям и подземным сооружениям, президент Китайского общества механики и инженерии горных пород (1994—1998), академик Китайской академии наук. Член Коммунистической партии Китая.

## Биография
Сунь родился в уезде У (ныне — Сучжоу), Цзянсу, 23 октября 1926 года, в то время как его отчий дом (место происхождения предков) был в Шаосине, Чжэцзян. Учился в Шанхайской средней школе провинции Цзянсу. В 1944 году он поступил в Университет Св. Иоанна в Шанхае, но перевёлся в Университет Цзяотун.
Пережив Нанкинскую резню (декабрь 1937 — январь 1938), Сун Цзюнь с детства был полон решимости спасти свою страну с помощью науки.
После окончания университета в 1949 году он стал техником в East China Airlines и Агентстве по управлению государственным жильём в Шанхае. После года работы ассистентом преподавателя в Университете Цзяотун с 1951 по 1952 год он перешёл в Университет Тунцзи, где последовательно занимал должности лектора, доцента, заместителя директора факультета подземной инженерии, директора Управления по академическим вопросам, профессора, декана факультета структурной инженерии, почётного руководителя факультета подземной инженерии зданий, члена Комитета по школьным вопросам и заместителя председателя Академического комитета школы.
Он вступил в Коммунистическую партию Китая (КПК) в 1958 году. С 1980 по 1981 год он был приглашённым профессором в Университете штата Северная Каролина.
Среди проектов Суня первый в стране подземный аэропорт, инновационный дизайн, который открыл новое направление развития для китайской авиационной промышленности. Он также руководил проектированием первого железнодорожного тоннеля, курировал реализацию проекта по переброске воды с юга на север. Выезжая на место строительства пассажирского туннеля Ланьву в северо-западном регионе на высоте более 3,000 метров, имел с собой кислородный баллон, а в возрасте 93 лет, при возведении моста Гонконг-Чжухай-Макао, совершал более 30 деловых поездок каждый год.
В возрасте 90 лет перенёс установку стента. 1 марта 2024 года Сунь Цзюнь умер от болезни в шанхайской больнице Чжуншань в возрасте 97 лет.